# Мощёнка (Брест)
Мощёнка (бел. Машчонка) — микрорайон в белорусском городе Брест. До 2007 года деревня в Брестском районе Брестской области.

## География
Мощёнка расположена примерно в 5 км к северо-востоку от центра города Бреста. У северной границы деревни проходит автомагистраль М1.

## История
Ранее деревня входила в состав Чернинского сельсовета Брестского района Брестской области. 1 июня 2007 года включена в состав города Бреста.
В районе деревни началась индивидуальная застройка.